# Kebede Bekere
Kebede Bekere est un écrivain éthiopien né en juin 1970 dans l'ouest de l'Éthiopie. Sa langue maternelle est l'Afaan Oromo, mais ses livres sont écrits en amharique, il en a rédigé dix de 2001 à 2007. Il est diplômé en psychologie de l'éducation à l'Université d'Addis Abeba, et de counseling pastoral de l'Eastern Mennonite University de Virginie, aux USA. Il retournera en Éthiopie où il sera professeur au Meserete Kristos College de juin 1999 à mai 2005. Il a également été un membre de la faculté de l'Evangelical Theological College dans la capitale.